# 2022年IBA世界女子拳击锦标赛
2022年IBA世界女子拳击锦标赛是第12届由国际拳击协会管理的世界女子拳击锦标赛，于2022年5月8日至20日在土耳其伊斯坦布尔举行。此次锦标赛原定于2021年举办，后来国际拳击协会因应2019冠状病毒病疫情将比赛推迟至2022年进行。
主办方因应2019冠状病毒病疫情出台相应防疫措施，包括限制相关人员与外界的接触、强制相关人员在规定场合下佩戴口罩、要求相关人员互相间保持一定的距离等。
国际拳击协会会为此次比赛的奖牌得主奖励一定数量的奖金。其中金牌得主获得10万美元奖金，银牌得主获得5万美元奖金，铜牌得主则获得2.5万美元奖金。比赛发放的奖金总额为240万美元。
比赛共设12个项目，与上届相比增加两个。阿尔及利亚、科索沃、立陶宛、莫桑比克、西班牙和乌兹别克斯坦均在此次比赛首次获得奖牌。

## 赛程
以下是比赛赛程，所有时间均为土耳其时间（UTC+3）：
| 日期              | 时间  | 阶段         |
| ----------------- | ----- | ------------ |
| 5月9日至10日      | 18:00 | 预赛         |
| 5月11日至12日     | 14:00 | 预赛         |
| 5月11日至12日     | 18:00 | 预赛         |
| 5月13日至14日     | 18:00 | 预赛         |
| 5月15日           | 14:00 | 预赛         |
| 5月15日           | 18:00 | 预赛         |
| 5月16日           | 14:00 | 四分之一决赛 |
| 5月16日           | 18:00 | 四分之一决赛 |
| 休息日（5月17日） |       |              |
| 5月18日           | 14:00 | 半决赛       |
| 5月18日           | 18:00 | 半决赛       |
| 5月19日至20日     | 18:00 | 决赛         |

## 奖牌榜
*   主办国家/地区（土耳其）
| 排名                      | 国家 / 地区               | 金牌 | 銀牌 | 銅牌 | 总计 |
| ------------------------- | ------------------------- | ---- | ---- | ---- | ---- |
| 1                         | 土耳其*                   | 5    | 0    | 2    | 7    |
| 2                         | 愛爾蘭                    | 2    | 0    | 0    | 2    |
| 3                         | 加拿大                    | 1    | 1    | 0    | 2    |
| 4                         | 印度                      | 1    | 0    | 2    | 3    |
| 5                         | 立陶宛                    | 1    | 0    | 0    | 1    |
| 5                         | 中華臺北                  | 1    | 0    | 0    | 1    |
| 5                         | 美国                      | 1    | 0    | 0    | 1    |
| 8                         |                           | 0    | 1    | 4    | 5    |
| 9                         | 泰國                      | 0    | 1    | 2    | 3    |
| 10                        | 阿尔及利亚                | 0    | 1    | 1    | 2    |
| 10                        | 巴西                      | 0    | 1    | 1    | 2    |
| 10                        | 義大利                    | 0    | 1    | 1    | 2    |
| 10                        | 莫桑比克                  | 0    | 1    | 1    | 2    |
| 10                        | 波蘭                      | 0    | 1    | 1    | 2    |
| 15                        | 哥伦比亚                  | 0    | 1    | 0    | 1    |
| 15                        | 摩洛哥                    | 0    | 1    | 0    | 1    |
| 15                        | 巴拿马                    | 0    | 1    | 0    | 1    |
| 15                        | 羅馬尼亞                  | 0    | 1    | 0    | 1    |
| 19                        |                           | 0    | 0    | 2    | 2    |
| 20                        | 阿根廷                    | 0    | 0    | 1    | 1    |
| 20                        |                           | 0    | 0    | 1    | 1    |
| 20                        | 保加利亚                  | 0    | 0    | 1    | 1    |
| 20                        | 西班牙                    | 0    | 0    | 1    | 1    |
| 20                        | 法國                      | 0    | 0    | 1    | 1    |
| 20                        | 科索沃                    | 0    | 0    | 1    | 1    |
| 20                        | 荷蘭                      | 0    | 0    | 1    | 1    |
| 总计（共26个国家 / 地区） | 总计（共26个国家 / 地区） | 12   | 12   | 24   | 48   |

## 奖牌得主
| 项目         | 金牌                                 | 银牌                                  | 铜牌                                     |
| 48公斤级     | Ayşe Çağırır · 土耳其（TUR）         | Alua Balkibekova · 哈萨克斯坦（KAZ）  | Aldana López · 阿根廷（ARG）             |
| 48公斤级     | Ayşe Çağırır · 土耳其（TUR）         | Alua Balkibekova · 哈萨克斯坦（KAZ）  | Sevda Asenova · 保加利亚（BUL）          |
| 50公斤级     | 布塞·纳兹·恰克尔奥卢 · 土耳其（TUR） | 因格丽特·巴伦西亚 · 哥伦比亚（COL）   | Laura Fuertes · 西班牙（ESP）            |
| 50公斤级     | 布塞·纳兹·恰克尔奥卢 · 土耳其（TUR） | 因格丽特·巴伦西亚 · 哥伦比亚（COL）   | Aziza Yokubova · 乌兹别克斯坦（UZB）     |
| 52公斤级     | 尼卡特·扎林 · 印度（IND）            | Jutamas Jitpong · 泰国（THA）         | Caroline de Almeida · 巴西（BRA）        |
| 52公斤级     | 尼卡特·扎林 · 印度（IND）            | Jutamas Jitpong · 泰国（THA）         | Zhaina Shekerbekova · 哈萨克斯坦（KAZ）  |
| 54公斤级     | 哈蒂杰·阿克巴什 · 土耳其（TUR）      | Lăcrămioara Perijoc · 羅馬尼亞（ROU） | Preedakamon Tintabthai · 泰国（THA）     |
| 54公斤级     | 哈蒂杰·阿克巴什 · 土耳其（TUR）      | Lăcrămioara Perijoc · 羅馬尼亞（ROU） | Dina Zholaman · 哈萨克斯坦（KAZ）        |
| 57公斤级     | 林郁婷 · 中華臺北（TPE）             | 伊尔玛·泰斯塔 · 義大利（ITA）         | Karina Ibragimova · 哈萨克斯坦（KAZ）    |
| 57公斤级     | 林郁婷 · 中華臺北（TPE）             | 伊尔玛·泰斯塔 · 義大利（ITA）         | Manisha Moun · 印度（IND）               |
| 60公斤级     | Rashida Ellis · 美国（USA）          | 比阿特丽斯·费雷拉 · 巴西（BRA）       | Donjeta Sadiku · 科索沃（KOS）           |
| 60公斤级     | Rashida Ellis · 美国（USA）          | 比阿特丽斯·费雷拉 · 巴西（BRA）       | Alessia Mesiano · 義大利（ITA）          |
| 63公斤级     | Amy Broadhurst · 愛爾蘭（IRL）       | 伊曼·哈利夫 · 阿尔及利亚（ALG）       | Parveen Hooda · 印度（IND）              |
| 63公斤级     | Amy Broadhurst · 愛爾蘭（IRL）       | 伊曼·哈利夫 · 阿尔及利亚（ALG）       | Chelsey Heijnen · 荷兰（NED）            |
| 66公斤级     | 布塞娜兹·叙尔梅内利 · 土耳其（TUR）  | Charlie Cavanagh · 加拿大（CAN）      | 占曾·素万那彭 · 泰国（THA）              |
| 66公斤级     | 布塞娜兹·叙尔梅内利 · 土耳其（TUR）  | Charlie Cavanagh · 加拿大（CAN）      | Ichrak Chaib · 阿尔及利亚（ALG）         |
| 70公斤级     | Lisa O'Rourke · 愛爾蘭（IRL）        | Alcinda Panguana · 莫桑比克（MOZ）    | Sema Çalışkan · 土耳其（TUR）            |
| 70公斤级     | Lisa O'Rourke · 愛爾蘭（IRL）        | Alcinda Panguana · 莫桑比克（MOZ）    | Valentina Khalzova · 哈萨克斯坦（KAZ）   |
| 75公斤级     | Tammara Thibeault · 加拿大（CAN）    | Atheyna Bylon · 巴拿马（PAN）         | Rady Gramane · 莫桑比克（MOZ）           |
| 75公斤级     | Tammara Thibeault · 加拿大（CAN）    | Atheyna Bylon · 巴拿马（PAN）         | Davina Michel · 法國（FRA）              |
| 81公斤级     | Gabrielė Stonkutė · 立陶宛（LTU）    | Oliwia Toborek · 波兰（POL）          | Elif Güneri · 土耳其（TUR）              |
| 81公斤级     | Gabrielė Stonkutė · 立陶宛（LTU）    | Oliwia Toborek · 波兰（POL）          | Jessica Bagley · 澳大利亚（AUS）         |
| 81公斤以上级 | Şennur Demir · 土耳其（TUR）         | Khadija El-Mardi · 摩洛哥（MAR）      | Lidia Fidura · 波兰（POL）               |
| 81公斤以上级 | Şennur Demir · 土耳其（TUR）         | Khadija El-Mardi · 摩洛哥（MAR）      | Mokhira Abdullaeva · 乌兹别克斯坦（UZB） |

## 参赛国家和地区
共有来自73个国家和地区（含公平机会队）的约310名选手参加此次比赛。因俄罗斯联同白俄罗斯于2022年2月入侵乌克兰，国际拳击协会决定禁止来自俄罗斯和白俄罗斯的运动员参加此次比赛。
1. 阿尔及利亚（4）
2. 阿根廷（5）
3. 亞美尼亞（4）
4. （10）
5. （1）
6. 玻利维亚（2）
7. 巴西（4）
8. 保加利亚（6）
9. （1）
10. 加拿大（4）
11. （1）
12. 开曼群岛（1）
13. 智利（1）
14. 中華臺北（7）
15. 哥伦比亚（4）
16. （4）
17. 刚果民主共和国（5）
18. （3）
19. 埃及（2）
20. 英格兰（4）
21. 公平机会队（2）
22. 芬兰（2）
23. 法國（5）
24. 德国（7）
25. 希腊（2）
26. （1）
27. 海地（1）
28. 匈牙利（4）
29. 印度（12）
30. 爱尔兰（9）
31. 義大利（8）
32. 日本（8）
33. （12）
34. （10）
35. 科索沃（1）
36. 科威特（1）
37. （1）
38. 拉脫維亞（1）
39. 立陶宛（3）
40. （1）
41. 墨西哥（3）
42. 蒙古国（9）
43. 摩洛哥（6）
44. 莫桑比克（2）
45. 尼泊尔（4）
46. 荷蘭（1）
47. 巴拿马（1）
48. 巴拉圭（1）
49. 菲律賓（1）
50. 波蘭（8）
51. 波多黎各（5）
52. 羅馬尼亞（5）
53. 苏格兰（1）
54. 塞内加尔（2）
55. 塞爾維亞（6）
56. （1）
57. 斯洛伐克（1）
58. 斯洛維尼亞（1）
59. 南非（8）
60. （10）
61. 西班牙（5）
62. 瑞典（2）
63. （4）
64. 泰國（6）
65. （1）
66. 千里達及托巴哥（2）
67. 土耳其（12）（主办国）
68. 乌克兰（12）
69. 美国（8）
70. （10）
71. 委內瑞拉（5）
72. 越南（1）
73. （2）